# Spencer Gore (idrottsman)
Spencer Gore, fullständigt namn Spencer Walter Gore, född 10 mars 1850, död i 19 april 1906, var en engelsk tennisspelare, känd som den förste segraren i Wimbledonmästerskapen. Han var far till konstnären Spencer Gore. 
Spencer Gore har skrivit in sig i tennishistorien som den förste segraren i Wimbledonmästerskapen. Turneringen spelades i London 1877 med 22 engelska herrar som tävlingsdeltagare. Kvinnor fick ännu inte delta vid denna tid. Eftersom tennis då var en helt ny sport sedan bara några få år, var ingen av deltagarna vad vi i numera skulle säga tennisspelare. Gore själv var egentligen cricketspelare och flerfaldig brittisk landslagsman i den sporten. Han var också utövare av real tennis. Till yrket var Gore lantmätare. Han ägnade sin fritid åt olika bollsporter, banjospel och amatörteater. Han var storväxt och bar ett "rött" helskägg. Det är omvittnat att han hade stor begåvning för idrott och tillägnade sig skicklighet i alla sporter han prövade på.

## Gore i Wimbledon
Finalen i 1877 års Wimbledonmästerskap spelades i ett regndis. Spencer Gore, som enkelt vunnit fyra matcher på vägen till finalen, besegrade där William Marshall med siffrorna 6-1, 6-2, 6-4. Matchen tog 48 minuter. Därmed blev Gore den förste vinnaren av det som senare kom att betecknas som en Grand Slam-titel. 
Gore hade en effektiv, kraftigt underskruvad serve, som gav honom många poäng i den första Wimbledonturneringen. Detta medförde att man samma år ändrade tennisplanens utformning genom att förkorta serverutorna. Förutom sin serve hade Gore också ett för tiden effektivt volleyspel framme vid nätet. Volleyspelet, som i 1877 års Wimbledonturnering var hans styrka, blev hans fall året därpå, då Frank Hadow i finalspelet, the Challenge Round, manövrerade ut honom genom ett envetet lobb-spelande som tvingade bort Gore från nätet.

## Gore som kritiker av lawn-tennis
Gore upphörde med lawn-tennis efter denna förlust och publicerade senare artiklar, där han beskrev tennis i närmast nedlåtande ordalag. Trots sin seger i Wimbledon trodde Gore föga på en framtid för lawn-tennis. Han trodde spelet skulle framstå som alltför "tråkigt" för spelare och publik. Själv föredrog han real tennis och racquets.